# 야마다 가쓰쿠니
야마다 가쓰쿠니(일본어: 山田 勝国, 1944년 2월 9일 ~ )는 일본의 전 프로 야구 선수이다. 후쿠오카현 출신이며 현역 시절 포지션은 외야수였다.

## 인물
하카타 공업고등학교 시절에는 춘계 규슈 대회 후쿠오카현 예선 남부 결승에 진출했지만 후쿠오카 공업고등학교에게 석패했다. 고교 졸업 후 도요 고압 오무타를 거쳐 1963년 긴테쓰 버펄로스에 입단했다.
이듬해인 1964년부터 1군에 고정되면서 주로 대타나 수비 요원으로 기용됐는데 그 이후에는 서서히 힘을 길러, 대기 외야수로서 출전 기회를 늘렸으며 1968년부터 투수들이 대부분 선호하는 11번으로 등번호를 교체했다. 1969년에는 개막 이후부터 중견수 겸 2번 타자로 기용돼 준족의 찬스 메이커로서 활약하여 65경기에 선발 출전했다. 그 다음해인 1970년에도 시즌 13홈런을 터뜨리는 등의 꾸준한 활약을 보였지만 낮은 타율로 고전을 면치 못했고 1972년에 다메이케 도시타카와의 맞트레이드로 야쿠르트 아톰스로 이적했다. 야쿠르트에서는 출전 기회가 별로 없었고, 그 해를 마지막으로 현역에서 은퇴했다.

## 상세 정보

### 출신 학교
- 후쿠오카 시립 하카타 공업고등학교

### 선수 경력
- 도요 고압 오무타
- 긴테쓰 버펄로스(1963년 ~ 1971년)
- 야쿠르트 아톰스(1972년)

### 등번호
- 38(1963년 ~ 1967년)
- 11(1968년 ~ 1971년)
- 35(1972년)

### 연도별 타격 성적
| 연 도       | 소 속       | 경 기 | 타 석 | 타 수 | 득 점 | 안 타 | 2 루 타 | 3 루 타 | 홈 런 | 루 타 | 타 점 | 도 루 | 도 루 자 | 희 생 번 | 희 생 플 | 볼 넷 | 고 4 | 사 구 | 삼 진 | 병 살 타 | 타 율 | 출 루 율 | 장 타 율 | O P S |
| ----------- | ----------- | ----- | ----- | ----- | ----- | ----- | ------- | ------- | ----- | ----- | ----- | ----- | -------- | -------- | -------- | ----- | ---- | ----- | ----- | -------- | ----- | -------- | -------- | ----- |
| 1963년      | 긴테쓰      | 7     | 6     | 6     | 2     | 0     | 0       | 0       | 0     | 0     | 0     | 0     | 0        | 0        | 0        | 0     | 0    | 0     | 3     | 0        | .000  | .000     | .000     | .000  |
| 1964년      | 긴테쓰      | 79    | 63    | 61    | 8     | 11    | 3       | 0       | 0     | 14    | 2     | 4     | 3        | 1        | 0        | 1     | 0    | 0     | 16    | 1        | .180  | .194     | .230     | .423  |
| 1965년      | 긴테쓰      | 49    | 49    | 44    | 5     | 9     | 1       | 0       | 1     | 13    | 3     | 5     | 1        | 0        | 0        | 4     | 0    | 1     | 19    | 2        | .205  | .286     | .295     | .581  |
| 1966년      | 긴테쓰      | 61    | 55    | 53    | 11    | 7     | 2       | 0       | 0     | 9     | 3     | 4     | 2        | 1        | 0        | 1     | 0    | 0     | 11    | 0        | .132  | .148     | .170     | .318  |
| 1967년      | 긴테쓰      | 96    | 137   | 126   | 14    | 26    | 5       | 0       | 0     | 31    | 11    | 6     | 3        | 2        | 4        | 3     | 0    | 2     | 31    | 4        | .206  | .230     | .246     | .476  |
| 1968년      | 긴테쓰      | 102   | 184   | 170   | 20    | 38    | 13      | 1       | 2     | 59    | 13    | 16    | 1        | 1        | 0        | 11    | 0    | 2     | 36    | 3        | .224  | .279     | .347     | .626  |
| 1969년      | 긴테쓰      | 113   | 318   | 289   | 42    | 66    | 10      | 2       | 9     | 107   | 26    | 12    | 1        | 7        | 2        | 17    | 0    | 3     | 50    | 5        | .228  | .277     | .370     | .647  |
| 1970년      | 긴테쓰      | 106   | 303   | 259   | 39    | 61    | 11      | 0       | 13    | 111   | 30    | 15    | 10       | 5        | 1        | 29    | 2    | 9     | 55    | 2        | .236  | .332     | .429     | .761  |
| 1971년      | 긴테쓰      | 64    | 113   | 100   | 12    | 20    | 4       | 0       | 4     | 36    | 9     | 2     | 4        | 3        | 1        | 9     | 0    | 0     | 19    | 2        | .200  | .264     | .360     | .624  |
| 1972년      | 야쿠르트    | 31    | 53    | 46    | 4     | 9     | 1       | 1       | 0     | 12    | 2     | 0     | 3        | 1        | 1        | 5     | 0    | 0     | 14    | 1        | .196  | .269     | .261     | .530  |
| 통산 : 10년 | 통산 : 10년 | 708   | 1281  | 1154  | 157   | 247   | 50      | 4       | 29    | 392   | 99    | 64    | 28       | 21       | 9        | 80    | 2    | 17    | 254   | 20       | .214  | .273     | .340     | .613  |